# Hateruma

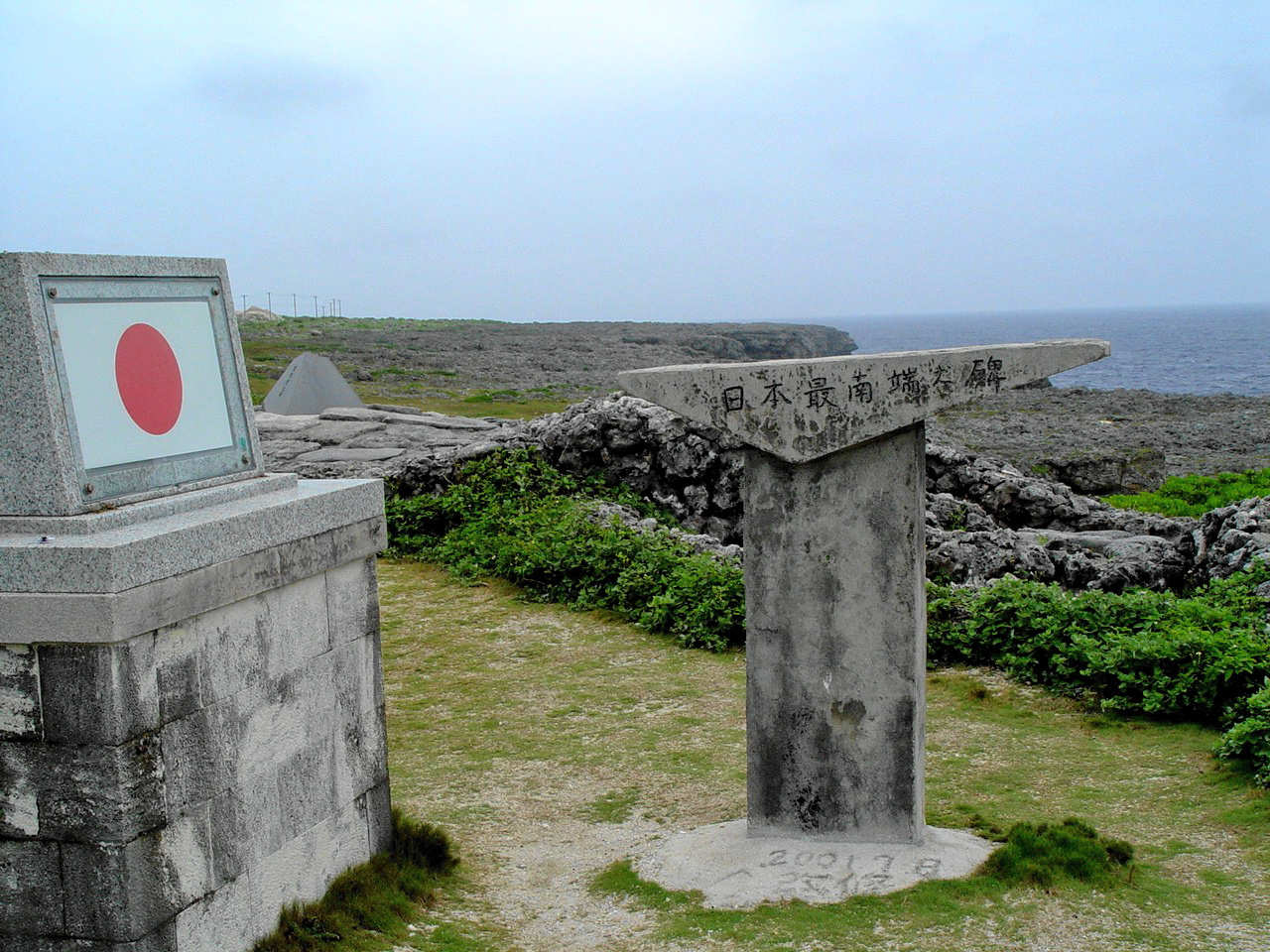
Monumento no ponto habitado mais meridional do Japão

A ilha Hateruma (em japonês:   波照間島, Hateruma-jima; yaeyama: Hatirōma okinawense: Hatiruma) é uma pequena ilha do Japão perteneciente ao grupo das ilhas Yaeyema. Administrativamente, pertence à cidade de Taketomi, distrito de Yaeyama da prefeitura de Okinawa. Na ilha está o ponto habitado mais meridional do Japão (24°2'25N, 123° 47'16"E). Hateruma, integrado por corais, tem 12,7 km² de área e 600 habitantes aproximadamente.
Os principais produtos da ilha são a cana-de-açúcar, açúcar refinado e Awanami, um tipo muito apreciado de bebida alcoólica awamori. A sua localização a sul torna-a um dos poucos lugares do Japão onde o Cruzeiro do Sul se pode observar.
O Aeroporto de Hateruma serve a ilha.